# Carolyn Shaw Bell Award
Der Carolyn Shaw Bell Award ist eine von der American Economic Association (AEA) jährlich an eine führende Wirtschaftswissenschaftlerin vergebene Auszeichnung.

## Geschichte und Hintergrund
Auf ihrem jährlichen Treffen 1971 initiierte die American Economic Association nach diversen das Thema betreffenden Anträgen das Committee on the Status of Women in the Economics Profession, um mögliche Geschlechterdiskriminierung innerhalb des Berufszweigs zu überwachen und zu beseitigen. Zum 25. Jubiläum des Komitees wurde die Auslobung eines Preises beschlossen, der herausragende Persönlichkeiten würdigen sollte, die durch ihr Auftreten und ihre Beiträge zur Wirtschaftswissenschaft dazu beigetragen hat, dass Frauen im Berufszweig weiter vorankommen. Zu Ehren der Ökonomin Carolyn Shaw Bell (1920–2006), die als Gründungsvorsitzende des Komitees dieses und seine Ausstrahlungskraft entscheidend beeinflusst hatte, wurde der 1998 noch zu ihren Lebzeiten erstmals verliehene Preis unter dem Titel Carolyn Shaw Bell Award ausgelobt. Der Preis wird beim jährlichen Treffen der AEA jeweils im folgenden Jahr offiziell überreicht.

## Preisträger
- 1998: Alice Rivlin
- 1999: Sandra Ohrn Moose
- 2000: Eva Mueller
- 2001: Marianne Ferber und Francine Blau
- 2002: Margaret Garritsen de Vries
- 2003: Robin Bartlett
- 2004: Barbara Bergmann
- 2005: Claudia Goldin
- 2006: Barbara Fraumeni
- 2007: Olivia S. Mitchell
- 2008: Anne Carter
- 2009: Elizabeth Bailey
- 2010: Elizabeth Hoffman
- 2011: Sharon Oster
- 2012: Catherine Eckel
- 2013: Rachel McCulloch
- 2014: Hilary Hoynes
- 2015: Janet Currie
- 2016: Cecilia Rouse
- 2017: Rachel Croson
- 2018: Rohini Pande
- 2019: Yan Chen
- 2020: Nancy L. Rose
- 2021: Joyce P. Jacobsen
- 2022: Martha Bailey
- 2023: Kaye Husbands Fealing
- 2024: Sandra E. Black